# Біла (Клобуцький повіт)
Біла (пол. Biała) — село в Польщі, у гміні Клобуцьк Клобуцького повіту Сілезького воєводства.
Населення — 1466 осіб (2011).

## Демографія
Демографічна структура станом на 31 березня 2011 року:
|          | Загалом | Допрацездатний вік | Працездатний вік | Постпрацездатний вік |
| -------- | ------- | ------------------ | ---------------- | -------------------- |
| Чоловіки | 726     | 160                | 498              | 68                   |
| Жінки    | 740     | 150                | 443              | 147                  |
| Разом    | 1466    | 310                | 941              | 215                  |